# Jan van den Eynde (handelaar)
Jan van den Eynde of Vandeneynde (hertogdom Brabant begin 17e eeuw – Napels, 1674) was een gefortuneerde handelaar in het koninkrijk Napels. Zijn kunstcollectie was een van de grootste in Napels.

## Levensloop
Van den Eynde groeide op in het hertogdom Brabant, in de Zuidelijke Nederlanden. Samen met zijn broer Ferdinand van den Eynde (begin 17e eeuw – 1630) emigreerde hij naar het Italiaanse schiereiland. Hij installeerde hij zich in Napels, in het koninkrijk Napels. Het koninkrijk viel onder de Spaanse Kroon. Zijn broer Ferdinand trok alleen naar Genua, Venetië en Rome waar hij stierf.

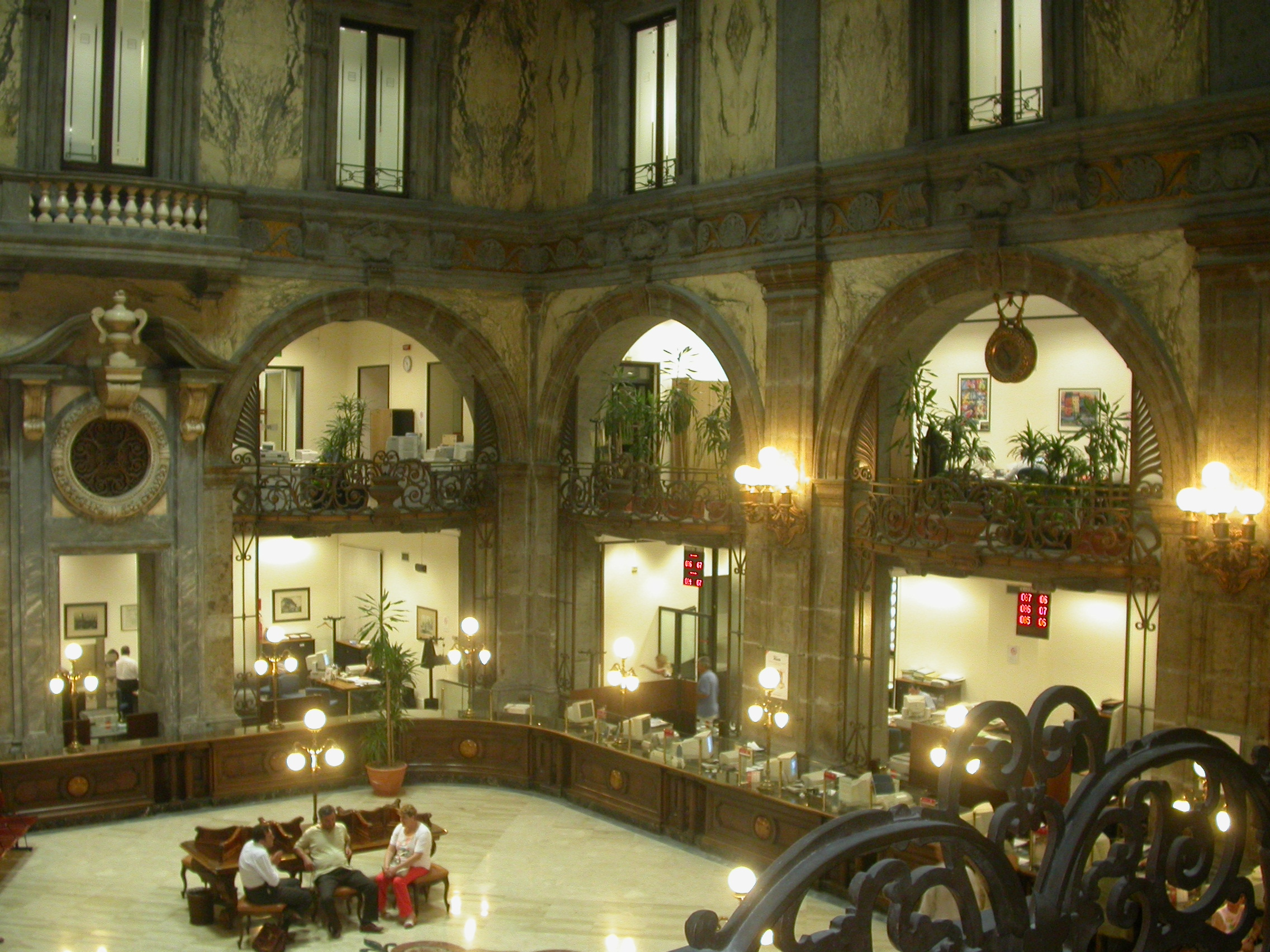
Palazzo Zevallos in Napels, zijn residentie

In Napels startte van den Eynden een handelszaak. Hij verhandelde diamanten, zijde en luxeproducten. Een handelsvennootschap werd opgericht met hem en Gaspar Roomer, een andere handelaar afkomstig uit Brabant. Ook ontpopte van den Eynden zich tot bankier. Zijn zaken leverden hem een enorm fortuin op. Hij werd een verzamelaar van kunstwerken. Zelf was hij een neef van de gebroers Lucas de Wael en Cornelis de Wael. Als residentie koos hij voor het Palazzo Zevallos in het centrum van Napels. Dit barokke paleis van hertog Giovanni Zevallos, hertog van Ostuni, was geplunderd tijdens de opstand van Masaniello (1647). Van den Eynden restaureerde het paleis in zijn oude pracht en etaleerde er zijn talrijke schilderijen. 
Voor zijn zoon Ferdinand, genoemd naar zijn broer, kocht hij een adellijke titel: het markizaat van Castelnuovo. Zijn zoon breidde de kunstcollectie nog uit en bouwde buiten Napels het Palazzo Vandeneynden, later bekend als de Villa Carafa di Belvedere. Zijn drie kinderen huwden met Napolitaanse edelen. 
In 1674 stierf hij in het Palazzo Zevallos in Napels. 

## Kinderen
Uit zijn huwelijk met Elisabetta Salvatori had hij drie kinderen:
- Ferdinand, markies van Castelnuovo, gehuwd met Olimpia Piccolomini
- Giovanna Maria, gehuwd met di Gennaro
- Caterina, gehuwd met Mastrilli.